# 赵世锡
赵世锡，辽东人，是一名清朝政治人物。荫生出身。
赵世锡曾于康熙三十七年(1698年)接替颜光是任邵武府知府一职，康熙四十一年(1702年)由魏麟徵接任。